# ميثيلين
الميثيلين هو مركب عضوي رمزه الكيميائي CH2 . وهو غاز عديم اللون له خاصية فلورية في نطاق الاشعة تحت الحمراء الوسطية . يمكن وجوده مستقرا في المحاليل المخففة .
الميثيلين هو ابسط انوع الكربين .:p.7
وفي العادة يمكن الكشف عنه تحت ضغط منخفض جدا , درجة حرارة منخفضة جدا أو كناتج وسطي خلال تفاعلات كيميائية.

## التسمية
اسم الكربين carbene هو المفضل من النظام الدولي IUPAC للميثيلين . كما يسمى احيانا "ميثيليدين " أو "ديهيدروكربون" (أي "كربون ثنائي الهيدروجين).

الميثان ابسط المركبات العضوية (غاز)

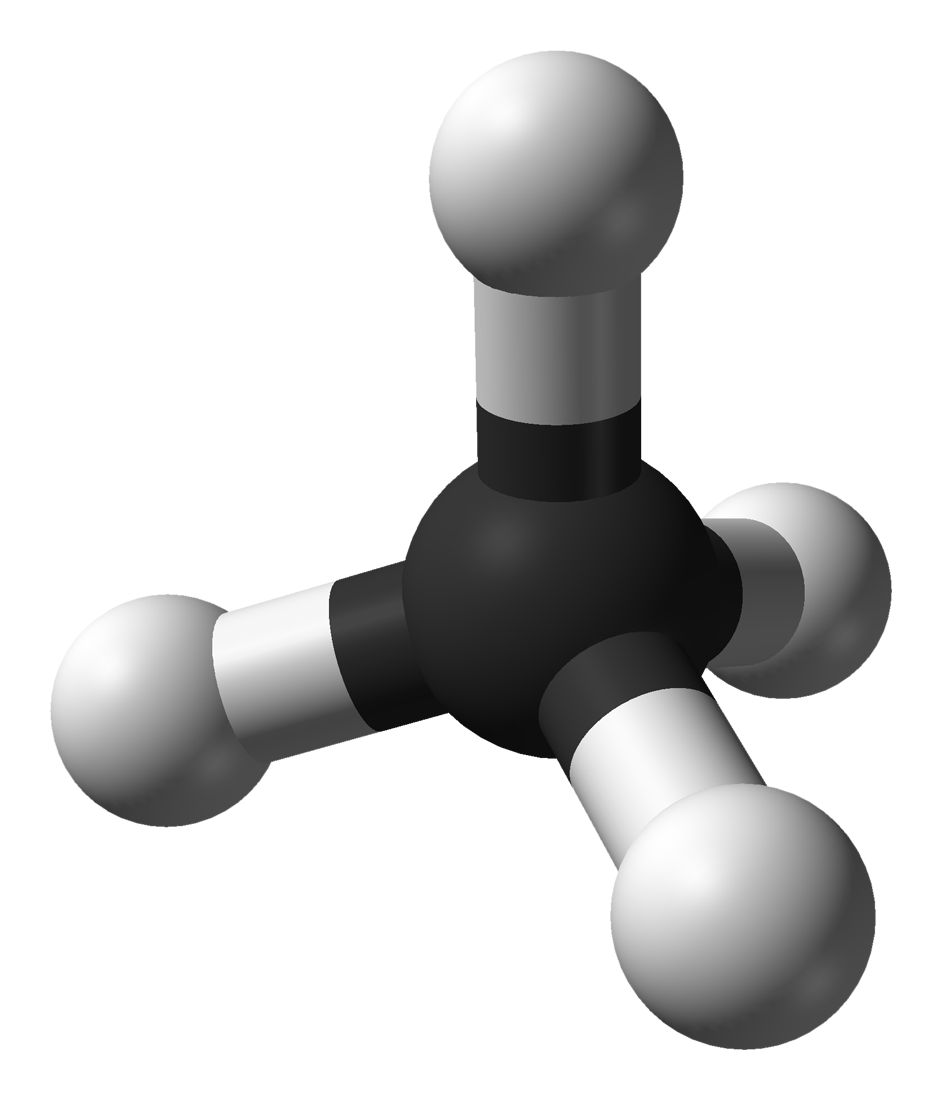
الميثان في صورة مجسمة 3D.

تتضح تسمية الميثيلين من قرابته لغاز الميثان المتكون من ذرة كربون مرتبط بها أربعة ذرات هيدروجين . وكما في الشكل : جزيء الميثلين هو عبارة عن جزيء ميثان منزوع منه ذرتي هيدروجين ، فهو يعتبر جذرا حرا.

## اكتشافه وتحضيره
اكتشف المركب أول مرة نحو عام 1960 بواسطة مطيافية الأشعة تحت الحمراء في تجربة غاز مثلج يحمله.
وكان أول استخدام له من «د. دك» في عام 1944 ، حيث كان يدرس حالات العزم المغزلي للكربين.
ويمكن تحضير الميثيلين في ظروف مناسبة بواسطة تحلل مركبات بها مجموعة ميثيليدين أو مجموعة ميثانيديل ، مثل إيثينون 
[[(CH2=CO), و ديازوميثان خطي ( CH2=N2),
و ديازيرين (حلقي) [[[-CH2-N=N-]]) و ثنائي يوديد الميثان diiodomethane
(I-CH2-I).
وقد يتأثر تحلله بالضوء أو بعوامل الكيميائية ذات خواص ضوئية photosensitization
مثل البنزوفينون أو يتحلل تحت فعل الحرارة .

## اقرأ أيضا
- ميثان
- ميثانول